# Félines (Haute-Loire)
Pour les articles homonymes, voir Félines.
Félines est une commune française située dans le département de la Haute-Loire en région Auvergne-Rhône-Alpes.

## Géographie

### Localisation
La commune de Félines se trouve dans le département de la Haute-Loire, en région Auvergne-Rhône-Alpes.
Elle se situe à 35 km par la route du Puy-en-Velay, préfecture du département, à 42 km de Brioude, sous-préfecture, et à 13 km de Craponne-sur-Arzon, bureau centralisateur du canton du Plateau du Haut-Velay granitique dont dépend la commune depuis 2015 pour les élections départementales.
Les communes les plus proches sont : 
Bonneval (4,4 km), Sembadel (4,5 km), Jullianges (5,3 km), Beaune-sur-Arzon (5,7 km), Monlet (6,3 km), La Chaise-Dieu (6,6 km), Chomelix (6,7 km), Malvières (7,3 km).
| Bonneval |                      | Jullianges       |
| Sembadel | Felines              | Beaune-sur-Arzon |
| Monlet   | Bellevue-la-Montagne | Chomelix         |

### Climat
Pour des articles plus généraux, voir Climat d'Auvergne-Rhône-Alpes et Climat de la Haute-Loire.
En 2010, le climat de la commune est de type climat des marges montargnardes, selon une étude du Centre national de la recherche scientifique s'appuyant sur une série de données couvrant la période 1971-2000. En 2020, Météo-France publie une typologie des climats de la France métropolitaine dans laquelle la commune est exposée à un climat de montagne ou de marges de montagne et est dans la région climatique Nord-est du Massif Central, caractérisée par une pluviométrie annuelle de 800 à 1 200 mm, bien répartie dans l’année.
Pour la période 1971-2000, la température annuelle moyenne est de 7,9 °C, avec une amplitude thermique annuelle de 15,9 °C. Le cumul annuel moyen de précipitations est de 872 mm, avec 10 jours de précipitations en janvier et 7,8 jours en juillet. Pour la période 1991-2020, la température moyenne annuelle observée sur la station météorologique installée sur la commune est de 7,5 °C et le cumul annuel moyen de précipitations est de 930,5 mm,. Pour l'avenir, les paramètres climatiques de la commune estimés pour 2050 selon différents scénarios d'émission de gaz à effet de serre sont consultables sur un site dédié publié par Météo-France en novembre 2022.
| Mois                                  | jan.             | fév.           | mars           | avril          | mai           | juin            | jui.          | août          | sep.            | oct.           | nov.             | déc.           | année      |
| ------------------------------------- | ---------------- | -------------- | -------------- | -------------- | ------------- | --------------- | ------------- | ------------- | --------------- | -------------- | ---------------- | -------------- | ---------- |
| Température minimale moyenne (°C)     | −3,7             | −3,9           | −1,5           | 0,8            | 4,2           | 7,4             | 9,1           | 8,9           | 5,8             | 3,6            | −0,3             | −2,9           | 2,3        |
| Température moyenne (°C)              | 0,1              | 0,5            | 3,6            | 6,2            | 9,9           | 13,8            | 15,8          | 15,6          | 11,8            | 8,5            | 3,7              | 0,9            | 7,5        |
| Température maximale moyenne (°C)     | 4                | 4,8            | 8,8            | 11,6           | 15,7          | 20,2            | 22,5          | 22,4          | 17,8            | 13,4           | 7,7              | 4,7            | 12,8       |
| Record de froid (°C) date du record   | −28,4 12.01.1987 | −25,1 05.02.12 | −25,3 01.03.05 | −10,9 08.04.03 | −4,5 07.05.19 | −2,5 06.06.1989 | 0,4 17.07.00  | −1 29.08.1998 | −2,9 30.09.1995 | −12,2 25.10.03 | −16,3 21.11.1998 | −18,9 18.12.10 | −28,4 1987 |
| Record de chaleur (°C) date du record | 19,7 01.01.22    | 20,7 26.02.19  | 22,7 17.03.04  | 24,1 30.04.05  | 30,3 22.05.22 | 36,3 27.06.19   | 35,1 07.07.15 | 34,7 24.08.23 | 31,2 10.09.23   | 28,1 08.10.23  | 21,8 01.11.14    | 18,9 31.12.21  | 36,3 2019  |
| Précipitations (mm)                   | 57,9             | 45,8           | 52,1           | 80,3           | 104,5         | 94,9            | 86,2          | 82            | 85,7            | 92,3           | 88,3             | 60,5           | 930,5      |

## Urbanisme

### Typologie
Au 1er janvier 2024, Félines est catégorisée commune rurale à habitat très dispersé, selon la nouvelle grille communale de densité à sept niveaux définie par l'Insee en 2022.
Elle est située hors unité urbaine et hors attraction des villes,.

### Occupation des sols
L'occupation des sols de la commune, telle qu'elle ressort de la base de données européenne d’occupation biophysique des sols Corine Land Cover (CLC), est marquée par l'importance des forêts et milieux semi-naturels (56,7 % en 2018), une proportion sensiblement équivalente à celle de 1990 (56,9 %). La répartition détaillée en 2018 est la suivante : 
forêts (56,7 %), zones agricoles hétérogènes (34,1 %), prairies (8,9 %), zones urbanisées (0,3 %). L'évolution de l’occupation des sols de la commune et de ses infrastructures peut être observée sur les différentes représentations cartographiques du territoire : la carte de Cassini (XVIIIe siècle), la carte d'état-major (1820-1866) et les cartes ou photos aériennes de l'IGN pour la période actuelle (1950 à aujourd'hui).

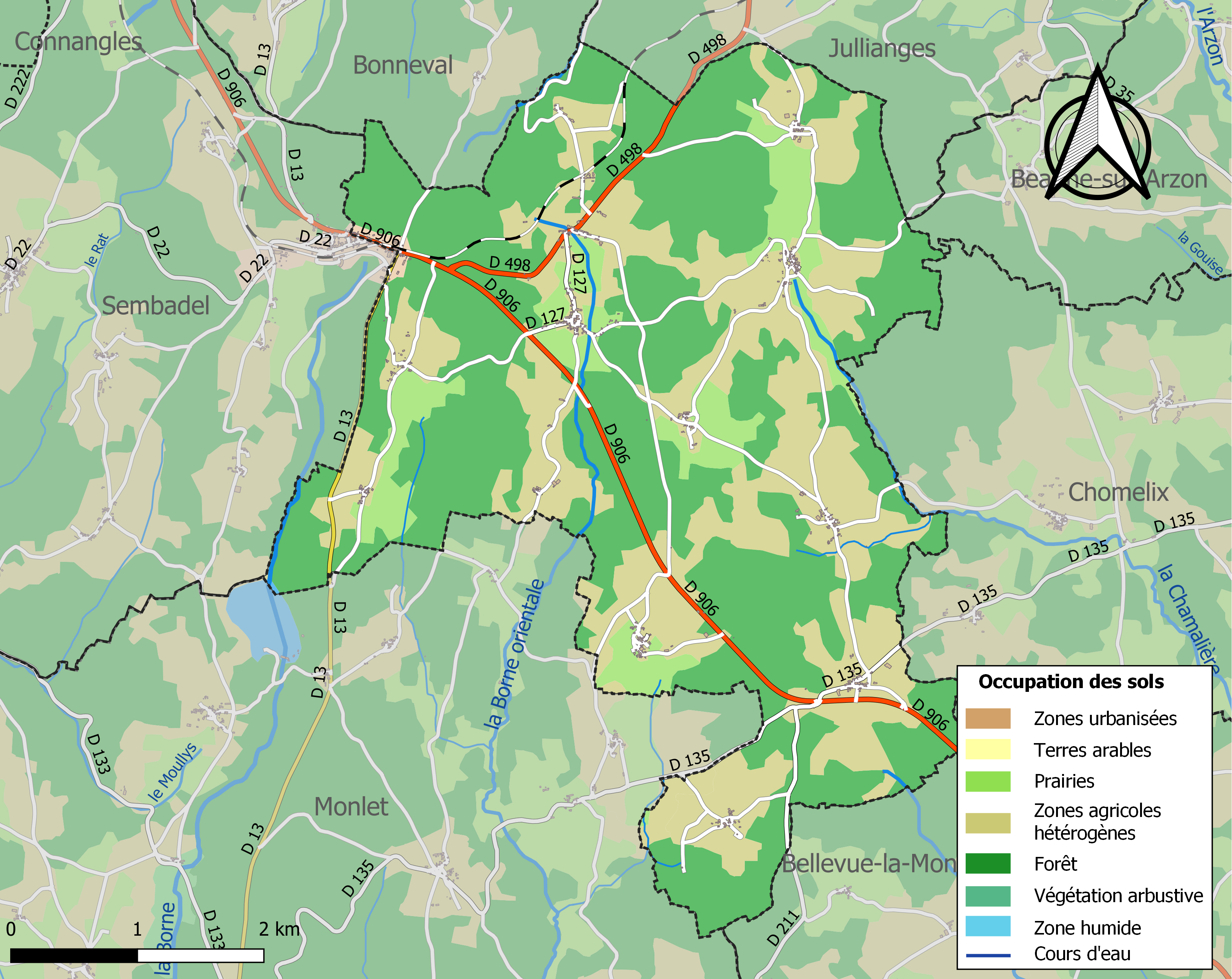
Carte des infrastructures et de l'occupation des sols de la commune en 2018 (CLC).

### Habitat et logement
En 2018, le nombre total de logements dans la commune était de 259, alors qu'il était de 260 en 2013 et de 249 en 2008.
Parmi ces logements, 54,5 % étaient des résidences principales, 35,4 % des résidences secondaires et 10,1 % des logements vacants. Ces logements étaient pour 97,3 % d'entre eux des maisons individuelles et pour 2,7 % des appartements.
Le tableau ci-dessous présente la typologie des logements à Félines en 2018 en comparaison avec celle de la Haute-Loire et de la France entière. Une caractéristique marquante du parc de logements est ainsi une proportion de résidences secondaires et logements occasionnels (35,4 %) supérieure à celle du département (16,1 %) et à celle de la France entière (9,7 %). Concernant le statut d'occupation de ces logements, 81,6 % des habitants de la commune sont propriétaires de leur logement (88,1 % en 2013), contre 70 % pour la Haute-Loire et 57,5 pour la France entière.
| Typologie                                               | Félines | Haute-Loire | France entière |
| ------------------------------------------------------- | ------- | ----------- | -------------- |
| Résidences principales (en %)                           | 54,5    | 71,5        | 82,1           |
| Résidences secondaires et logements occasionnels (en %) | 35,4    | 16,1        | 9,7            |
| Logements vacants (en %)                                | 10,1    | 12,4        | 8,2            |

## Toponymie
Le nom de Félines représente l'ancien occitan felina, « atelier de poterie », qui vient du latin figulinae, figlinæ, de même sens.
Anciennes mentions : Filinœ (981), Filineiœ (v. 1090), Parochia S. Pétri de Fillinas (v. 1175), Fellinœ (1191), Felinas (1249), Ecclesia de Feliniis (1252), Felines (1401).

## Politique et administration

### Découpage territorial
La commune de Félines est membre de la communauté d'agglomération du Puy-en-Velay, un établissement public de coopération intercommunale (EPCI) à fiscalité propre créé le 26 décembre 2016 dont le siège est à Le Puy-en-Velay. Ce dernier est par ailleurs membre d'autres groupements intercommunaux.
Sur le plan administratif, elle est rattachée à l'arrondissement de Brioude, au département de la Haute-Loire, en tant que circonscription administrative de l'État, et à la région Auvergne-Rhône-Alpes.
Sur le plan électoral, elle dépend du canton du Plateau du Haut-Velay granitique pour l'élection des conseillers départementaux, depuis le redécoupage cantonal de 2014 entré en vigueur en 2015, et de la deuxième circonscription de la Haute-Loire pour les élections législatives, depuis le redécoupage électoral de 1986.

### Liste des maires

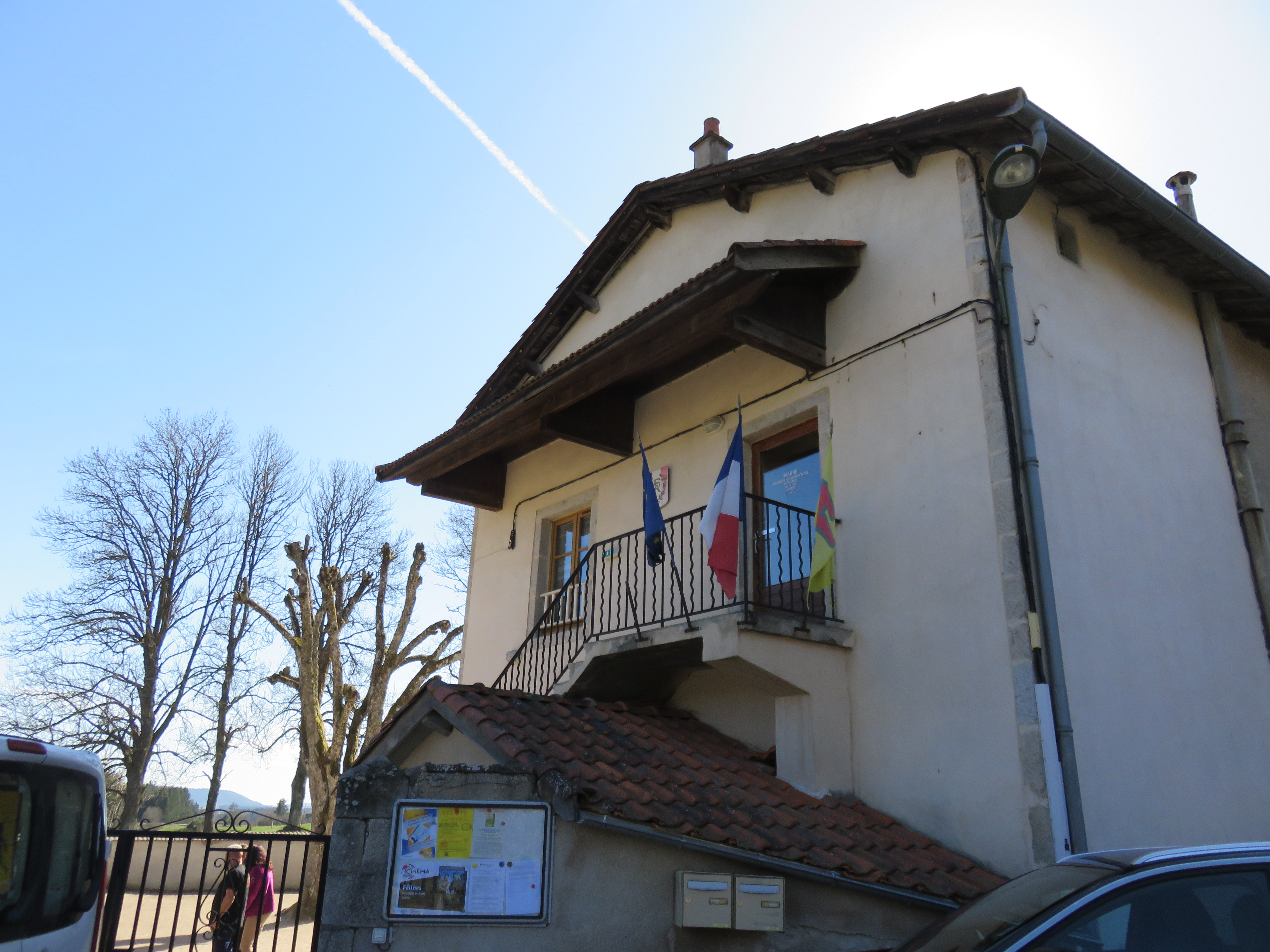
Mairie en 2017.

| Période                                  | Période  | Identité          | Étiquette | Qualité                                                         |
| ---------------------------------------- | -------- | ----------------- | --------- | --------------------------------------------------------------- |
| Les données manquantes sont à compléter. |          |                   |           |                                                                 |
| avant 1988                               | ?        | Élie Berger       |           |                                                                 |
| mars 1995                                | En cours | Philippe Meyzonet | DVD       | Vice-président de la Communauté d'agglomération du Puy-en-Velay |

## Population et société

### Démographie

#### Évolution démographique
L'évolution du nombre d'habitants est connue à travers les recensements de la population effectués dans la commune depuis 1793. Pour les communes de moins de 10 000 habitants, une enquête de recensement portant sur toute la population est réalisée tous les cinq ans, les populations de référence des années intermédiaires étant quant à elles estimées par interpolation ou extrapolation. Pour la commune, le premier recensement exhaustif entrant dans le cadre du nouveau dispositif a été réalisé en 2006.

En 2022, la commune comptait 302 habitants, en évolution de −2,89 % par rapport à 2016 (Haute-Loire : +0,36 %, France hors Mayotte : +2,11 %).
| 1793 | 1800 | 1806 | 1821 | 1831 | 1836 | 1841 | 1846 | 1851 |
| ---- | ---- | ---- | ---- | ---- | ---- | ---- | ---- | ---- |
| 760  | 686  | 687  | 744  | 794  | 942  | 955  | 992  | 943  |

| 1856 | 1861 | 1866 | 1872 | 1876 | 1881  | 1886  | 1891  | 1896 |
| ---- | ---- | ---- | ---- | ---- | ----- | ----- | ----- | ---- |
| 944  | 853  | 887  | 981  | 970  | 1 007 | 1 036 | 1 007 | 976  |

| 1901 | 1906 | 1911 | 1921 | 1926 | 1931 | 1936 | 1946 | 1954 |
| ---- | ---- | ---- | ---- | ---- | ---- | ---- | ---- | ---- |
| 976  | 977  | 915  | 812  | 806  | 747  | 662  | 628  | 514  |

| 1962 | 1968 | 1975 | 1982 | 1990 | 1999 | 2006 | 2011 | 2016 |
| ---- | ---- | ---- | ---- | ---- | ---- | ---- | ---- | ---- |
| 479  | 450  | 382  | 371  | 341  | 322  | 291  | 280  | 311  |

| 2021 | 2022 | - | - | - | - | - | - | - |
| ---- | ---- | - | - | - | - | - | - | - |
| 310  | 302  | - | - | - | - | - | - | - |

#### Pyramide des âges
La population de la commune est relativement âgée.
En 2018, le taux de personnes d'un âge inférieur à 30 ans s'élève à 28,4 %, soit en dessous de la moyenne départementale (31 %). À l'inverse, le taux de personnes d'âge supérieur à 60 ans est de 36,5 % la même année, alors qu'il est de 31,1 % au niveau départemental.
En 2018, la commune comptait 181 hommes pour 140 femmes, soit un taux de 56,39 % d'hommes, largement supérieur au taux départemental (49,13 %).
Les pyramides des âges de la commune et du département s'établissent comme suit.
| Hommes | Classe d’âge | Femmes |
| ------ | ------------ | ------ |
| 0,0    | 90 ou +      | 1,4    |
| 7,6    | 75-89 ans    | 9,8    |
| 26,4   | 60-74 ans    | 28,4   |
| 22,4   | 45-59 ans    | 14,8   |
| 14,5   | 30-44 ans    | 18,2   |
| 7,7    | 15-29 ans    | 12,0   |
| 21,4   | 0-14 ans     | 15,5   |

| Hommes | Classe d’âge | Femmes |
| ------ | ------------ | ------ |
| 0,9    | 90 ou +      | 2,5    |
| 8,4    | 75-89 ans    | 11,7   |
| 20,4   | 60-74 ans    | 20,5   |
| 21,3   | 45-59 ans    | 20,3   |
| 16,8   | 30-44 ans    | 16,3   |
| 15,2   | 15-29 ans    | 13,2   |
| 17     | 0-14 ans     | 15,6   |

## Économie

### Revenus
En 2018, la commune compte 123 ménages fiscaux, regroupant 271 personnes. La médiane du revenu disponible par unité de consommation est de 18 280 € (20 800 € dans le département).

### Emploi
| Division       | 2008  | 2013  | 2018  |
| -------------- | ----- | ----- | ----- |
| Commune        | 4 %   | 3,6 % | 5,4 % |
| Département    | 6,3 % | 7,7 % | 7,7 % |
| France entière | 8,3 % | 10 %  | 10 %  |

En 2018, la population âgée de 15 à 64 ans s'élève à 170 personnes, parmi lesquelles on compte 72,5 % d'actifs (67 % ayant un emploi et 5,4 % de chômeurs) et 27,5 % d'inactifs,. Depuis 2008, le taux de chômage communal (au sens du recensement) des 15-64 ans est inférieur à celui de la France et du département.
La commune est hors attraction des villes,. Elle compte 39 emplois en 2018, contre 38 en 2013 et 57 en 2008. Le nombre d'actifs ayant un emploi résidant dans la commune est de 117, soit un indicateur de concentration d'emploi de 33,7 % et un taux d'activité parmi les 15 ans ou plus de 48,5 %.
Sur ces 117 actifs de 15 ans ou plus ayant un emploi, 27 travaillent dans la commune, soit 23 % des habitants. Pour se rendre au travail, 84,7 % des habitants utilisent un véhicule personnel ou de fonction à quatre roues, 0,9 % les transports en commun, 3,6 % s'y rendent en deux-roues, à vélo ou à pied et 10,9 % n'ont pas besoin de transport (travail au domicile).

## Culture locale et patrimoine

### Lieux et monuments

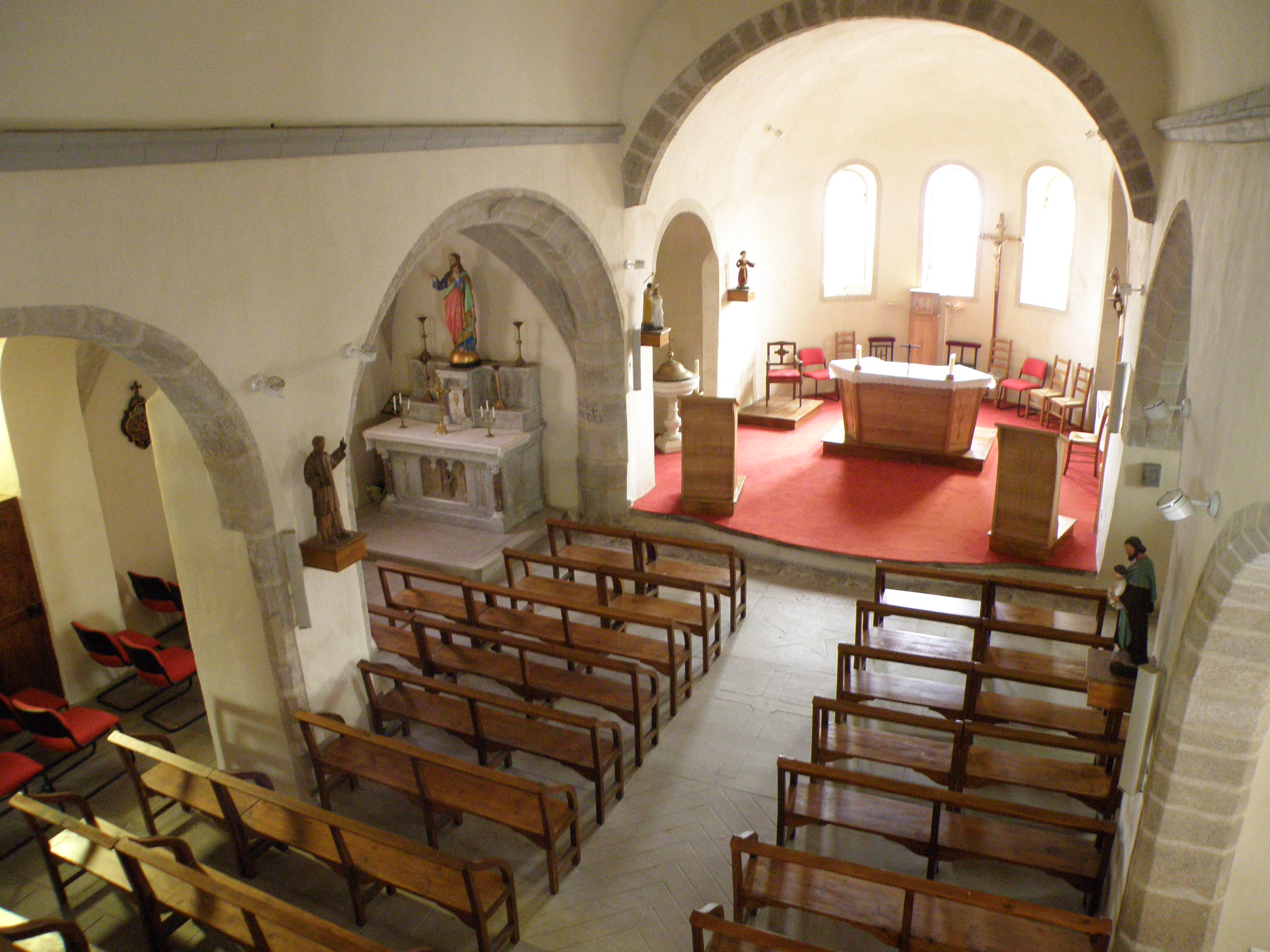
Église romane de Félines, vue intérieure depuis la tribune vers le chœur.

- Église de l'Exaltation de la Sainte-Croix.

### Personnalités liées à la commune

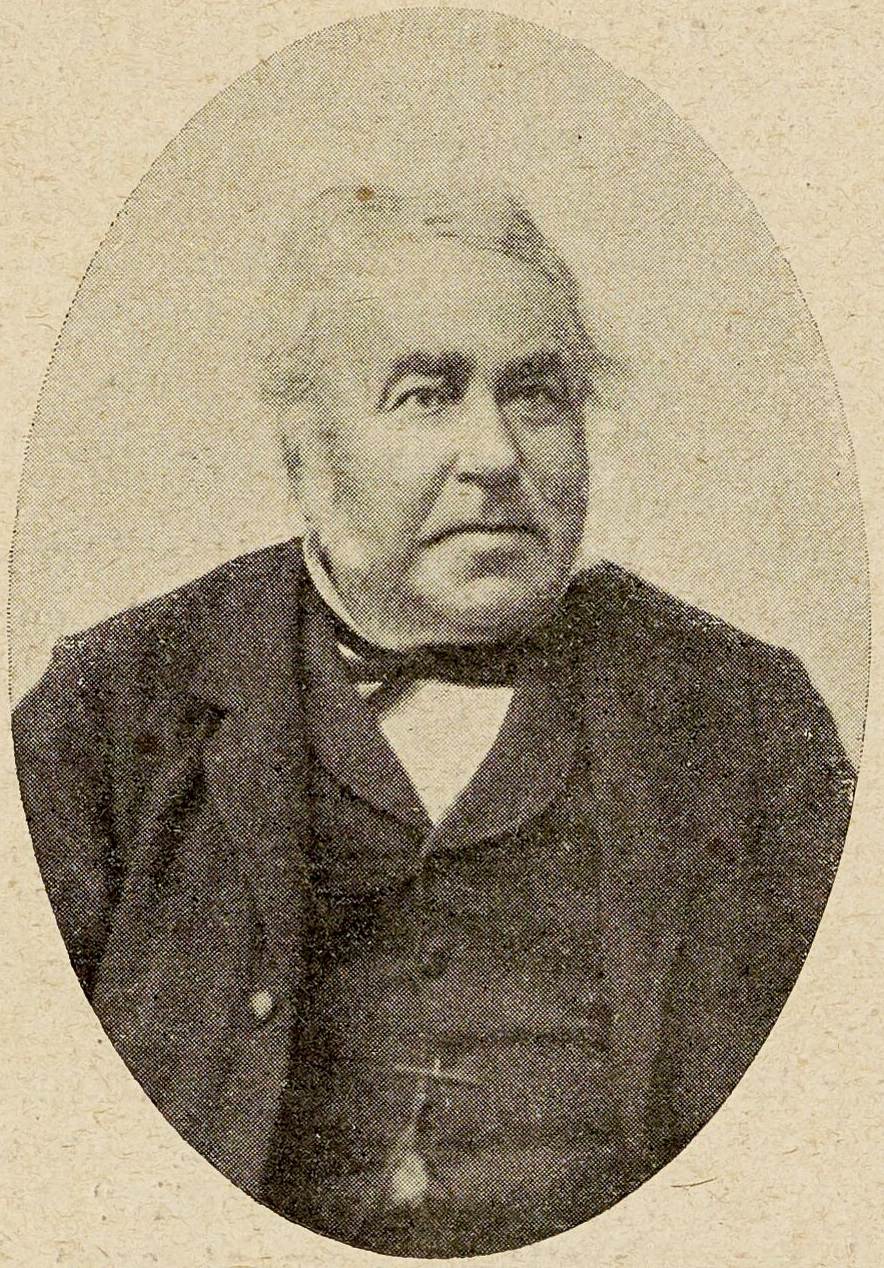
Jean-Baptiste Rigaud

- Jean-Baptiste Rigaud (1808-1902), entrepreneur de travaux publics, est né à Félines. Il fut le maire de Marigny-sur-Yonne (Nièvre) de 1870 à 1902. En tant que doyen des maires de France, il fut mis à l'honneur au banquet des maires en 1900[23].